# Кънчо Миланов
Кънчо Миланов Миланов е български политик от Демократическия сговор.

## Биография
Учи правни науки в Германия, Франция и Швейцария и завършва през 1895 година. ОТ 1895 година става съдия в Шумен и член на БСДП. Три години по-късно се мести в София и става адвокат. В периода 1919-1922 година е в комисията по доказване на вината на министрите от правителството на Васил Радославов . През 1923 година взима участие в Деветоюнския преврат. Член е на първото Изпълнително бюро на основания по това време Демократически сговор. В периода 1930-1931 година е министър на правосъдието.